# (7313) Pisano
(7313) Pisano ist ein Asteroid des Hauptgürtels, der am 24. September 1960 von den niederländischen Astronomen Cornelis Johannes van Houten und Ingrid van Houten-Groeneveld im Rahmen der Palomar-Leiden-Survey am Palomar-Observatorium (IAU-Code 675) auf dem Gipfel des  Palomar Mountain etwa 80 Kilometer nordöstlich von San Diego entdeckt wurde.
Der Himmelskörper wurde nach der italienischen Bildhauerfamilie Pisano benannt, zu der die Mitglieder Nicola Pisano (ca. 1225–1280), Giovanni Pisano (ca. 1250–1315) und Andrea Pisano (ca. 1290–1348) gehören.